# Alaa Hussein Ali
Ala'a Hussein Ali Al-Khafaji Al-Jaber (in arabo علاء حسين علي خفاجي الجابر‎?; 1948) è un politico e militare kuwaitiano naturalizzato iracheno che fu a capo del governo fantoccio noto come Repubblica del Kuwait, sorto in seguito all'invasione irachena del Kuwait.

## Biografia
Ali, nato nel 1948, aveva doppia nazionalità, irachena e kuwaitiana, essendo cresciuto in Kuwait per poi trasferirsi, per motivi di studio, a Baghdad, dove divenne membro del partito Ba'th. Sempre a Baghdad, il giorno prima dell'invasione del Kuwait, fu nominato colonnello dell'esercito iracheno e, successivamente, nominato il 4 agosto 1990 primo ministro della Repubblica del Kuwait. Questo stato fantoccio però ebbe breve durata perché, dopo pochi giorni, fu del tutto annesso all'Iraq, del quale Ali divenne vice primo ministro. Nel 1993 Ali fu condannato a morte per impiccagione dal governo del Kuwait per alto tradimento, ma nel marzo 2001 la pena è stata commutata in ergastolo.